# Pachycarpus
Genre
Pachycarpus (E.Mey.) est un genre de plantes à fleurs appartenant à la famille des Apocynaceae.

## Liste d'espèces
Selon Catalogue of Life (24 juillet 2017) :
- Pachycarpus acidostelma M.Glen & Nicholas
- Pachycarpus appendiculatus E. Mey.
- Pachycarpus asperifolius (Meissn.) Meissn.
- Pachycarpus bisacculatus (Oliv.) Goyder
- Pachycarpus campanulatus (Harv.) N. E. Br.
- Pachycarpus chirindensis (S. Moore) D.J. Goyder
- Pachycarpus concolor E. Mey.
- Pachycarpus coronarius E. Mey.
- Pachycarpus decorus N. E. Br.
- Pachycarpus distinctus (N. E. Br.) Bullock
- Pachycarpus eximius (Schltr.) Bullock
- Pachycarpus firmus (N. E. Br.) D.J. Goyder
- Pachycarpus galpinii (Schltr.) N. E. Br.
- Pachycarpus goetzei (K. Schum.) Bullock
- Pachycarpus grandiflorus (L. fil.) E. Mey.
- Pachycarpus grantii (Oliv.) Bullock
- Pachycarpus lebomboensis D.M.N. Smith
- Pachycarpus linearis (E. Mey.) N. E. Br.
- Pachycarpus lineolatus (Decne.) Bullock
- Pachycarpus mackenii (Harv.) N. E. Br.
- Pachycarpus macrochilus (Schltr.) N. E. Br.
- Pachycarpus medusonema Bullock
- Pachycarpus natalensis N. E. Br.
- Pachycarpus pachyglossus D.J. Goyder
- Pachycarpus petherickianus (Oliv.) Goyder
- Pachycarpus plicatus N. E. Br.
- Pachycarpus reflectens E. Mey.
- Pachycarpus richardsiae D.J. Goyder
- Pachycarpus rigidus E. Mey.
- Pachycarpus robustus (A. Rich.) Bullock
- Pachycarpus rostratus N. E. Br.
- Pachycarpus scaber (Harv.) N. E. Br.
- Pachycarpus schinzianus (Schltr.) N. E. Br.
- Pachycarpus spurius (N. E. Br.) Bullock
- Pachycarpus stelliceps N. E. Br.
- Pachycarpus suaveolens (Schltr.) A. Nicholas & D.J. Goyder
- Pachycarpus vexillaris E. Mey.

Selon World Checklist of Selected Plant Families (WCSP) (24 juillet 2017) :
- Pachycarpus acidostelma M.Glen & Nicholas (2011)
- Pachycarpus appendiculatus E.Mey. (1838)
- Pachycarpus asperifolius Meisn. (1843)
- Pachycarpus bisacculatus (Oliv.) Goyder (1996)
- Pachycarpus campanulatus (Harv.) N.E.Br. (1908)
  - variété Pachycarpus campanulatus var. campanulatus
  - variété Pachycarpus campanulatus var. sutherlandii N.E.Br. (1908)
- Pachycarpus chirindensis (S.Moore) Goyder (1998)
- Pachycarpus concolor E.Mey. (1838)
  - sous-espèce Pachycarpus concolor subsp. arenicola Goyder (2003)
  - sous-espèce Pachycarpus concolor subsp. concolor
  - sous-espèce Pachycarpus concolor subsp. rhinophyllus (K.Schum.) Goyder (2003)
  - sous-espèce Pachycarpus concolor subsp. transvaalensis (Schltr.) Goyder (2003)
- Pachycarpus coronarius E.Mey. (1838)
- Pachycarpus dealbatus E.Mey. (1838)
- Pachycarpus decorus N.E.Br. (1908)
- Pachycarpus distinctus (N.E.Br.) Bullock (1953)
- Pachycarpus eximius (Schltr.) Bullock (1953)
- Pachycarpus firmus (N.E.Br.) Goyder (1998)
- Pachycarpus galpinii (Schltr.) N.E.Br. (1902)
- Pachycarpus goetzei (K.Schum.) Bullock (1953)
- Pachycarpus grandiflorus (L.f.) E.Mey. (1838)
  - sous-espèce Pachycarpus grandiflorus subsp. grandiflorus
  - sous-espèce Pachycarpus grandiflorus subsp. tomentosus (Schltr.) Goyder (1998)
- Pachycarpus grantii (Oliv.) Bullock (1953)
  - sous-espèce Pachycarpus grantii subsp. grantii
  - sous-espèce Pachycarpus grantii subsp. marroninus Goyder (1998)
- Pachycarpus lebomboensis D.M.N.Sm. (1983)
- Pachycarpus linearis (E.Mey.) N.E.Br. (1908)
- Pachycarpus lineolatus (Decne.) Bullock (1953)
- Pachycarpus mackenii (Harv.) N.E.Br. (1902)
- Pachycarpus macrochilus (Schltr.) N.E.Br. (1902)
- Pachycarpus medusonema Bullock (1953)
- Pachycarpus natalensis N.E.Br. (1908)
- Pachycarpus pachyglossus Goyder (1998)
- Pachycarpus petherickianus (Oliv.) Goyder (1996)
- Pachycarpus plicatus N.E.Br. (1908)
- Pachycarpus reflectens E.Mey. (1838)
- Pachycarpus richardsiae Goyder (1998)
- Pachycarpus rigidus E.Mey. (1838)
- Pachycarpus robustus (A.Rich.) Bullock (1953)
- Pachycarpus rostratus N.E.Br. (1908)
- Pachycarpus scaber (Harv.) N.E.Br. (1902)
- Pachycarpus schinzianus (Schltr.) N.E.Br. (1902)
- Pachycarpus spurius (N.E.Br.) Bullock (1953)
- Pachycarpus stelliceps N.E.Br. (1908)
- Pachycarpus stenoglossus (E.Mey.) N.E.Br. (1908)
- Pachycarpus suaveolens (Schltr.) Nicholas & Goyder (1990)
- Pachycarpus vexillaris E.Mey. (1838)

Selon NCBI (24 juillet 2017) :
- Pachycarpus appendiculatus
- Pachycarpus asperifolius
- Pachycarpus concolor
- Pachycarpus coronarius
- Pachycarpus dealbatus
- Pachycarpus goetzei
- Pachycarpus grantii
  - sous-espèce Pachycarpus grantii subsp. marroninus
- Pachycarpus lineolatus
- Pachycarpus natalensis
- Pachycarpus reflectens
- Pachycarpus spurius

Selon The Plant List (24 juillet 2017) :
- Pachycarpus appendiculatus E. Mey.
- Pachycarpus asperifolius Meisn.
- Pachycarpus bisacculatus (Oliv.) Goyder
- Pachycarpus campanulatus (Harv.) N.E. Br.
- Pachycarpus concolor E. Mey.
- Pachycarpus coronarius E. Mey.
- Pachycarpus dealbatus E. Mey.
- Pachycarpus decorus N.E. Br.
- Pachycarpus distinctus (N.E. Br.) Bullock
- Pachycarpus eximius (Schltr.) Bullock
- Pachycarpus firmus (N.E.Br.) Goyder
- Pachycarpus galpinii (Schltr.) N.E. Br.
- Pachycarpus gerrardii N.E. Br.
- Pachycarpus goetzei (K.Schum.) Bullock
- Pachycarpus grandiflorus (L. f.) E. Mey.
- Pachycarpus grantii (Oliv.) Bullock
- Pachycarpus inconstans N.E. Br.
- Pachycarpus insignis N.E. Br.
- Pachycarpus lebomboensis D.M.N. Sm.
- Pachycarpus linearis N.E. Br.
- Pachycarpus lineolatus (Decne.) Bullock
- Pachycarpus mackenii N.E. Br.
- Pachycarpus macrochilus N.E. Br.
- Pachycarpus medusonema Bullock
- Pachycarpus natalensis N.E. Br.
- Pachycarpus petherickianus (Oliv.) Goyder
- Pachycarpus plicatus N.E. Br.
- Pachycarpus reflectens E. Mey.
- Pachycarpus rhinophyllus (K. Schum.) N.E. Br.
- Pachycarpus rigidus E.Mey. ex Eckl. & Zeyh.
- Pachycarpus robustus (A. Rich.) Bullock
- Pachycarpus rostratus N.E. Br.
- Pachycarpus scaber (Harv.) N.E. Br.
- Pachycarpus schinzianus (Schltr.) N.E. Br.
- Pachycarpus schweinfurthii (N.E.Br.) Bullock
- Pachycarpus spurius (N.E. Br.) Bullock
- Pachycarpus stelliceps N.E. Br.
- Pachycarpus stenoglossus N.E. Br.
- Pachycarpus suaveolens (Schltr.) Nicholas & Goyder
- Pachycarpus transvaalensis (Schltr.) N.E. Br.
- Pachycarpus validus N.E. Br.
- Pachycarpus vexillaris E. Mey.

Selon Tropicos (24 juillet 2017) (Attention liste brute contenant possiblement des synonymes) :
- Pachycarpus albens E. Mey.
- Pachycarpus appendiculatus E. Mey.
- Pachycarpus asperifolius Meisn.
- Pachycarpus bisacculatus (Oliv.) Goyder
- Pachycarpus bullockii Cavaco
- Pachycarpus campanulatus (Harv.) N.E. Br.
- Pachycarpus concolor E. Mey.
- Pachycarpus corniculatus Hochst.
- Pachycarpus coronarius E. Mey.
- Pachycarpus crispus (P.J. Bergius) E. Mey.
- Pachycarpus dealbatus E. Mey.
- Pachycarpus decorus N.E. Br.
- Pachycarpus distinctus (N.E. Br.) Bullock
- Pachycarpus eximius (Schltr.) Bullock
- Pachycarpus firmus (N.E. Br.) Goyder
- Pachycarpus fulvus (N.E. Br.) Bullock
- Pachycarpus galpinii (Schltr.) N.E. Br.
- Pachycarpus gerrardi N.E. Br.
- Pachycarpus gerrardii N.E. Br.
- Pachycarpus goetzei (K. Schum.) Bullock
- Pachycarpus gomphocarpoides E. Mey.
- Pachycarpus graminifolius Wild
- Pachycarpus grandiflorus (L. f.) E. Mey.
- Pachycarpus grantii (Oliv.) Bullock
- Pachycarpus humilis E. Mey.
- Pachycarpus inconstans N.E. Br.
- Pachycarpus insignis N.E. Br.
- Pachycarpus lebomboensis D.M.N. Sm.
- Pachycarpus ligulatus E. Mey.
- Pachycarpus linearis (E. Mey.) N.E. Br.
- Pachycarpus lineolatus (Decne.) Bullock
- Pachycarpus mackenii N.E. Br.
- Pachycarpus macrochilus N.E. Br.
- Pachycarpus marginatus E. Mey.
- Pachycarpus medusonema Bullock
- Pachycarpus mildbraedii Bullock
- Pachycarpus natalensis N.E. Br.
- Pachycarpus orbicularis E. Mey.
- Pachycarpus pachyglossus Goyder
- Pachycarpus petherickianus (Oliv.) Goyder
- Pachycarpus plicatus N.E. Br.
- Pachycarpus reflectens E. Mey.
- Pachycarpus reflexus Steud.
- Pachycarpus rhinophyllus (K. Schum.) N.E. Br.
- Pachycarpus richardsiae Goyder
- Pachycarpus rigidus E. Mey.
- Pachycarpus robustus (A. Rich.) Bullock
- Pachycarpus rostratus N.E. Br.
- Pachycarpus scaber (Harv.) N.E. Br.
- Pachycarpus schinzianus (Schltr.) N.E. Br.
- Pachycarpus schumanni Chiov.
- Pachycarpus schweinfurthii (N.E. Br.) Bullock
- Pachycarpus spurius (N.E. Br.) Bullock
- Pachycarpus stelliceps N.E. Br.
- Pachycarpus stenoglossus N.E. Br.
- Pachycarpus suaveolens (Schltr.) Nicholas & Goyder
- Pachycarpus terminans Fiori
- Pachycarpus transvaalensis (Schltr.) N.E. Br.
- Pachycarpus validus N.E. Br.
- Pachycarpus vexillaris E. Mey.
- Pachycarpus vexillatus Steud.
- Pachycarpus viridiflorus E. Mey.